# Wanderer W24
Wanderer W24 — це автомобіль середнього класу, представлений Auto Union під брендом Wanderer у 1937 році. Автомобіль був оснащений чотирициліндровим чотиритактним двигуном об'ємом 1767 см3, який приводив у рух задні колеса через 4-ст. коробку передач. Заявлена максимальна потужність чотирициліндрового двигуна з плоским циліндром становила 42 к.с. (31 кВт), що досягалася при 3400 об/хв.

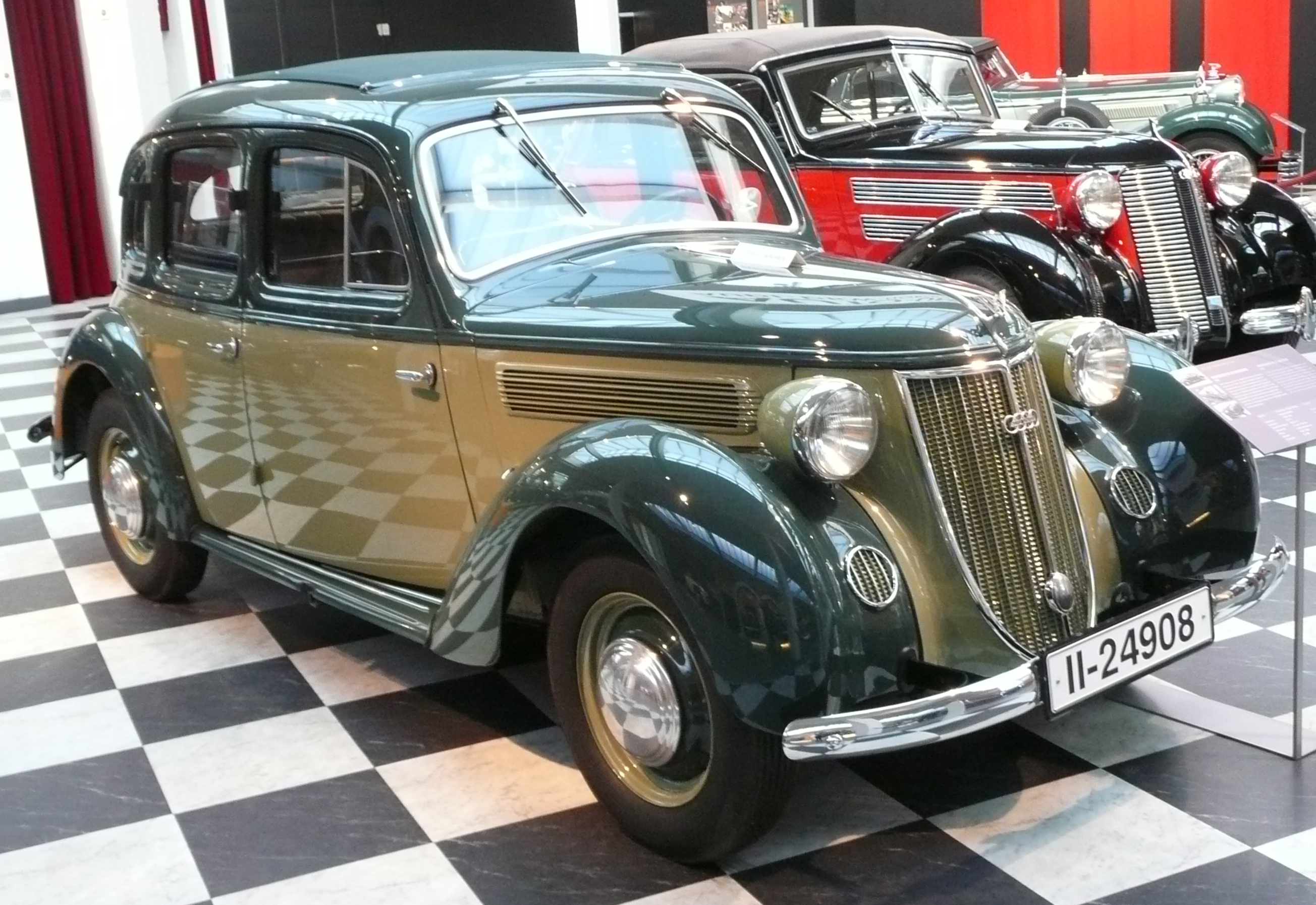
Wanderer W24 Limousine

Конструкційною основою W24 було шасі з коробчастою рамою. Ззаду використовувалася маятникова вісь, скопійована з популярних малолітражних автомобілів, що випускалися сестринською маркою DKW від Auto Union.
У той час, коли деякі більші моделі виробника мали дванадцятивольтову електричну систему, W24 все ще обходився шестивольтовою. Автомобіль пропонувався як чотиримісний седан з двома або чотирма дверима. Крім того, було випущено приблизно 300 версій кабріолетів. Сьогодні збереглося небагато таких версій кабріолетів: ті, що збереглися, цінуються колекціонерами.
До 1940 року, коли зростаюча інтенсивність війни змусила припинити виробництво легкових автомобілів, було випущено приблизно 23 000 автомобілів Wanderer W24. Одна з моделей належала Сісіру Кумару Бозе, племіннику індійського націоналіста Нетаджі Субхасу Чандрі Бозе. Субхас Чандра Бозе втік з домашнього арешту на цьому автомобілі, прямуючи до Німеччини.